# 内蔵寮
内蔵寮（くらりょう）は、律令制において中務省に属した機関。和訓は「うちのくらのつかさ」。唐名は「倉」部。また、近代の宮内省に設置された内部部局の一つ。

## 律令制における内蔵寮
内蔵寮の起源は律令制以前の三蔵、大蔵（おおくら）・内蔵（うちくら）・斎蔵（いみくら）の一つである内蔵にさかのぼる。内蔵は履中天皇の時代に遡るとも言われ、皇室の財宝を管理する倉庫で律令施行後も中務省の一機関として存続した。
内蔵寮の職掌は大蔵省より毎年宮廷運営のために送付された金・銀・絹などをはじめとする皇室の財産管理・宝物の保管・官人への下賜・調達など皇室関係の出納事務である。また、諸蕃貢献物すなわち対外貿易による調達品も管理しており、勅旨による交易（勅旨交易）およびそれで獲得した物品（交易雑物）も管理していたとみられている。更に自らも官営工房として装飾品などを製造していた。国家の出納事務を行う大蔵省や官営工房の中核である内匠寮と重複する部分も多く官制は度々変化した。
また、官司の倉庫にある公の金品の支出は原則として太政官符の発給などの手続を必要としたが、その歴史的経緯から天皇が必要と認めた場合には 内侍や蔵人を介して直接寮に対して金品の調達あるいは支出を命じる勅旨を出すことができた。また、鍵の管理も他の官司とは異なっており、監物を介さず、主鑰（廃止後は属）が直接内裏に申請して開閉を行うことが出来た（ただし、蔵人所の管理下に入ってからは、それまで内蔵寮官人のみで行っていた蔵の鍵の開閉に蔵人の立ち合いを必要とすることになった）。
そのため､非常に重用され、律令制が機能しなくなって以後も蔵人所の管轄下で一定の存在意義をもって活動していた。特に節会などの饗宴において天皇から諸王や殿上人に下賜する御物は内蔵寮から出された物が用いられた。こうした事から、従来、内膳職や大膳職が担当していた饗宴における食事（饗饌）も代わって内蔵寮が調達する事例もみられるようになる。また、神祇官や諸陵寮が扱っていた諸社・山陵への奉幣とは別に天皇が独自に行う奉幣にも内蔵寮の物資が用いられた。こうした措置は律令制の変化とともに国家とは別に、天皇個人が皇親・貴族や自身につながる祖先や神々との関係を再構築するために行ったと考えられている。
だが、内蔵寮の役割拡大とともに、大蔵省からの送付や臨時的に行われる内外との交易での調達品だけでは支出を賄うことができなくなった。特に大蔵省からの送付には米などの食料品が含まれていないことも支出に支障を来した。そのため、『延喜式』においては大蔵省以外の官司（織部司・図書寮・内匠寮・兵庫寮など）から送付される「諸司年料供進」、諸国に品目と分量を指定して送付させる「諸国年料供進」などが制度化されて、収入部分の拡張が図られた。
律令制の衰退によって朝廷自体が皇室の家政機関としての色彩を強めてくると、内蔵頭には蔵人頭や弁官・近衛中将・少将を歴任した四位の殿上人が就任するのが慣例となり、内蔵頭・蔵人頭を兼帯した頭頭（とうのとう）も存在した。更に院政期には財力を有する有力な受領に移り、室町時代初期には山科家の当主が御厨子所別当を兼務して就任するようになると、以後同家の事実上の世襲となった。
なお、赤穂事件で有名な大石良雄の通称（百官名）である内蔵助はこの内蔵寮の次官ということである。前記のように内蔵寮と浅野長矩が長官に任じられた内匠寮とは職務上関連が深かった。

### 職員
- 頭（従五位下 → 従五位上相当）
- 助（従六位上 → 正六位下相当）
- 允（従七位上相当） 後に大允（正七位下相当）・少允（従七位上相当）
- 大属（従八位下相当）　少属（大初位上相当）
- 史生　新設
- 寮掌　新設
- 使部
- 直丁

- 大・少主鑰　鍵の管理-延暦18年（799年）廃止

- 蔵部　倉庫の出納を行う伴部
- 価長　適正物価の調査を行う伴部

- 典革（正八位上相当）　革の染め作りを監督　狛部・狛戸とともに大蔵省から大同元年（806年）内蔵寮に移管、のちに廃止
  - 狛部　革の染め作りをする伴部
  - 狛戸　革の染め作りをする品部
- 典履（正八位上）　革製品製造を監督
  - 百済手部　革製品を製造する伴部
  - 百済戸　　革製品を製造する品部

- 雑色作手

#### 任官者一覧

##### 内蔵頭
| 氏名     | 在任期間                                                         | 備考     |
| -------- | ---------------------------------------------------------------- | -------- |
| 藤原顕家 | 康平5年4月22日（1062年6月2日） - 康平6年2月27日（1063年3月29日） | 正四位下 |

## 近代の内蔵寮
内蔵寮は明治維新に伴う官制改革で一旦は廃止されるが、伊藤博文が進めた「宮中と政府の分離」方針に則り、宮中の会計を管掌する部局として復活することになる。
1884年（明治17年）4月21日、太政官達第33号によって宮内省に内蔵寮が設置された。長官は内蔵頭である。
1903年（明治36年）10月31日の官制改正（皇室令第3号）により、内蔵寮は「各会計の予算決算に関する事項」「御資会計及通常会計に関する事項」「特別会計に属する資金基金の保管出納に関する事項」「金庫に関する事項」などを管掌することと規定された。
内蔵寮は1947年（昭和22年）の宮内省廃止まで存続した。現在では宮内庁長官官房（皇室経済主管及び主計課・用度課）がその職務を引き継いでいる。

### 歴代内蔵頭
| 氏名       | 在任期間                                               | 備考                                     |
| ---------- | ------------------------------------------------------ | ---------------------------------------- |
| 杉孫七郎   | 1884年（明治17年）4月21日 - 1892年（明治25年）4月14日  | 兼任（皇居御造営事務局長、皇太后宮大夫） |
| 芳川顕正   | 1892年（明治25年）4月14日 - 1892年（明治25年）10月20日 | 兼任（宮中顧問官）                       |
| 白根専一   | 1892年（明治25年）10月20日 - 1895年（明治28年）10月9日 | 兼任（宮中顧問官）                       |
| 渡辺千秋   | 1895年（明治28年）10月9日 - 1909年（明治42年）6月16日  |                                          |
| 渡辺千秋   | 1909年（明治42年）6月16日 - 1910年（明治43年）4月1日   | 兼任（宮内次官）                         |
| 吉田醇一   | 1910年（明治43年）4月1日 - 1910年（明治43年）8月29日   | 心得                                     |
| 吉田醇一   | 1910年（明治43年）8月29日 - 1914年（大正3年）6月27日   |                                          |
| 山崎四男六 | 1914年（大正3年）6月27日 - 1924年（大正13年）2月1日    |                                          |
| 関屋貞三郎 | 1924年（大正13年）2月1日 - 1924年（大正13年）4月9日    | 事務取扱                                 |
| 入江貫一   | 1924年（大正13年）4月9日 - 1925年（大正14年）3月31日   | 兼任（内大臣秘書官長）                   |
| 入江貫一   | 1925年（大正14年）3月31日 - 1925年（大正14年）12月28日 |                                          |
| 杉琢磨     | 1925年（大正14年）12月28日 - 1929年（昭和4年）3月1日   |                                          |
| 大谷正男   | 1929年（昭和4年）3月1日 - 1933年（昭和8年）2月25日     |                                          |
| 白根松介   | 1933年（昭和8年）2月25日 - 1936年（昭和11年）5月6日    |                                          |
| 三浦篤     | 1936年（昭和11年）5月6日 - 1940年（昭和15年）12月10日  |                                          |
| 岩波武信   | 1940年（昭和15年）12月10日 - 1945年（昭和20年）9月5日  |                                          |
| 塚越虎男   | 1945年（昭和20年）9月5日 - 1948年（昭和23年）4月30日   |                                          |